# Ангостура (напиток)
Ангосту́ра (исп. Amargo de Angostura) — популярный венесуэльский алкогольный напиток, концентрированный биттер.
В состав напитка входят экстракты кожуры померанца, кореньев горечавки (Gentiana gen.), имбиря и аптечного дягиля, коры хинного дерева и галипеи лекарственной (иначе Ангостуровое дерево), мускатного ореха, гвоздики, кардамона, галганта, корицы, цветов муската и сандалового дерева. Точный способ приготовления ангостуры держится в секрете.
Её крепость составляет около 45 %.

## История
Впервые приготовлен в 1824 году в венесуэльском городе Ангостуре (известном также как Сьюдад-Боливар) военным хирургом боливарской армии Йоханном Готтлибом Беньямином Зигертом, уроженцем Германии, для уменьшения побочных эффектов от тропического климата. Так как в Ангостуре располагался важный торговый порт, в него заходили корабли со всех уголков света — доктор начал прописывать свою настойку морякам, которые жаловались на морскую болезнь. Так красно-коричневый биттер начал распространяться по миру.
В 1830 году доктор Зигерт стал производить лечебный напиток в коммерческих целях. Он экспортировал его в Англию и Тринидад. Со временем популярность ангостуры возросла, о ней узнали в Европе и США.
Сейчас ангостура выпускается несколькими производителями, но основной из них — компания «House of Angostura», зарегистрированная в Тринидаде и Тобаго.

## Применение
Изначально она использовалась в качестве лекарства, но вскоре стала незаменимой частью многих коктейлей; ангостура употребляется в очень маленьких дозах, чтобы придать коктейлю незабываемый вкус и аромат, достаточно всего лишь нескольких капель.
Ангостуру добавляют при смешивании многих коктейлей, например:
- «Дьябло» (Diablo) — коктейль с тёмным ромом, сухим вермутом, ликёром Куантро и двумя каплями ангостуры[1];
- «Красный бикини» (Red bikini) — коктейль с апельсиновым соком, ликёром маракуйи и ангостурой;
- «Кейп кодер» (Cape Codder) — коктейль с водкой, клюквенным соком и одной-двумя каплями ангостуры и дроблёным льдом.

Официальные коктейли Международной ассоциации барменов (IBA):
- «Старомодный» (англ. Old Fashioned) — коктейль с бурбоном или виски, тремя каплями ангостуры, одним кусочком сахара, долькой апельсина и льдом.
- «Лошадиная шея»
- «Сингапурский слинг»
- «Шампань»
- «Писко сауэр»